# 江曉
江曉（1482年—？），字景熙，號瑞石，浙江杭州府仁和縣人，民籍，明朝政治人物。

## 生平
弘治十四年（1501年）辛酉科浙江乡试第十名举人，正德三年（1508年）戊辰科二甲第六名進士。历任兵部車駕司郎中，改吏部郎中。嘉靖二年（1523年）七月升山东左参政，升山西右布政使，九年（1530年）三月升应天府府尹，十一年丁忧归。十三年九月服阕，復除原职。十五年四月升工部右侍郎，十八年正月加二品服色，明世宗将南巡，命江晓巡视督理经行桥道。江晓领礼部刊定圣驾往承天府钦限驻跸程次以行，逾二日方至涿州，及会众官，又失传示。于是巡按直隶监察御史胡守中论其违慢。得旨：江晓不以朝廷公务为重，恣肆稽延，有负委任，令自陈状已。下晓行在镇抚司拷讯，遂黜为民。卒後贈工部尚書。

## 家族
曾祖江通，封禮科給事中；祖父江玭，山東布政使司右參政 贈太中大夫資治少尹；父江瀾，南京禮部尚書 贈資德大夫太子少保。母王氏（封太夫人）。具慶下。兄江曙、江時，弟江昕、江暉、江曜、江昉、江曄。
祖父江玭、父江瀾、弟江暉、子江圻、孫江鐸均為進士出身。